# 土星人 (六星占術)
| 星人                                                |
| --------------------------------------------------- |
| 土星人 - 金星人 - 火星人 天王星人 - 木星人 - 水星人 |
| その他                                              |
| 殺界                                                |
| 関連項目                                            |
| 細木数子 - 番組                                     |

土星人（どせいじん）とは六星占術に出てくる概念で、生年月日の日の干支が甲子・乙丑・丙寅・丁卯・戊辰・己巳・庚午・辛未・壬申・癸酉のいずれかに属する人を指す。
概ね日支に印綬・偏印を持ち、日干を強める十二支の組み合わせが水星人と並んで多く、勝負運の強い星人としても水星人と挙げられる。また日干支につく十二運が強運な干支も水星人、木星人に次いで多い。